# Маса Маритима
 За други населени места Маса вижте Маса (пояснение).  
Ма̀са Маритѝма (на италиански: Massa Marittima) е градче и община в централна Италия, провинция Гросето, регион Тоскана. Разположено е на 380 m надморска височина. Населението на общината е 8608 души (към 2013 г.).